# 姜格伊普尔
姜格伊普尔（Jangipur），是印度北方邦加齐普尔县的一个城镇。总人口11100（2001年）。

## 人口
该地2001年总人口11100人，其中男性5772人，女性5328人；0—6岁人口2143人，其中男1094人，女1049人；识字率57.63%，其中男性为67.22%，女性为47.24%。